# Dabola
Dabola es una localidad de la prefectura de Dabola en la región de Faranah, Guinea, con una población censada en marzo de 2014 de 38 464 habitantes.
Se encuentra ubicada en el centro del país, cerca de la frontera con la región de Mamou y con Sierra Leona.